# Psittacanthus baguensis
Psittacanthus baguensis är en tvåhjärtbladig växtart som beskrevs av Kuijt. Psittacanthus baguensis ingår i släktet Psittacanthus och familjen Loranthaceae. Inga underarter finns listade i Catalogue of Life.